# Liste der Monuments historiques in Daux
Die Liste der Monuments historiques in Daux führt die Monuments historiques in der französischen Gemeinde Daux auf.

## Liste der Bauwerke
| Bezeichnung                          | Beschreibung | Standort | Kennzeichnung | Schutzstatus | Datum | Bild           |
| ------------------------------------ | ------------ | -------- | ------------- | ------------ | ----- | -------------- |
| Glockenturm der Kirche St-Barthélemy |              | (Lage)   | PA00094324    | Inscrit      | 1926  | weitere Bilder |